# Cristal·lització fraccionada

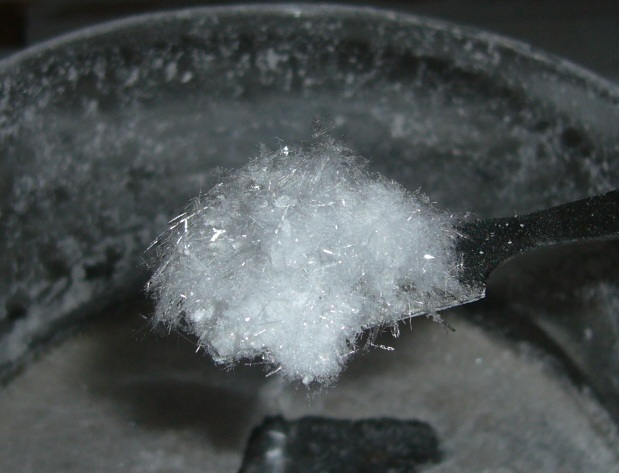
Àcid benzoic purificat per cristal·lització fraccionada

La cristal·lització fraccionada és un procediment basat en cristal·litzacions repetides de les solucions obtingudes cada vegada amb els cristalls procedents de l'operació anterior que permet separar mescles en els seus components de solubilitats diferents.
En la cristal·lització fraccionada el compost impur es barreja amb un dissolvent, s'escalfa i després es refreda gradualment a fi que, com cadascun dels seus components cristal·litza a diferent velocitat a conseqüència de la diferència de solubilitat, es pot eliminar en forma pura de la dissolució, separat de les impureses.